# Living on Video
Living on Video est un morceau de musique électronique du groupe new wave Trans-X. Produite à l'origine en 1981, la chanson est éditée chez Polydor en 1983. Une version française, Vivre sur vidéo, sort la même année. Le titre est réédité en 1985, et devient un succès international. Artwork par Julien « Frenchie » Massonnet.

## Reprises
La chanson a été reprise et samplée de nombreuses fois par divers groupes de musique dance et techno.
Liste non exhaustive :
- U96 - Love sees no colour, version II (1993)
- Cardenia - Living on video (1993)
- Pin-Occhio - Tu tatuta tuta ta (1993)
- Trans-XS - Living on video (dance mix) (1994)
- Nathalie De Borah - Living on video (1998)
- 2 Brothers on the 4th Floor - Living in cyberspace (1999)
- DJ Piccolo - Living on video (2001)
- Cosmo & Tom - Living on video (2001)
- Ratty - Living on video (2002)
- Trans-X - Living on video 2003 (2003)
- Electric Six - Dance Epidemic (2005) (reprise rock de la mélodie)
- Lazard - Living on video (2006)
- Vive la fête - Vivre sur vidéo (2006)
- Pakito - Living on video (2006)
- Stream - Living on video (2016)
- Mike Williams - Living On Video (feat. DTale) (2023)

## Commentaires
Living On Video connaît un regain d'intérêt dans les années 2000. La chanson est régulièrement diffusée par des DJ et en boîtes de nuit, aussi bien l'original que ses reprises.
Dans le clip original de Trans-X, on peut voir Pascal Languirand utiliser un synthétiseur analogique célèbre, le Roland SH-101. Le matériel listé au verso de la pochette du 45 tour de 1983 comprend par ailleurs un Roland Jupiter 4 et Jupiter 6 (tous deux au fonctionnement proche du célèbre Jupiter 8), une boite à rythme Roland TR-808, un vocodeur Korg, un Oberheim OB8, DMX et DSX ainsi qu'un Elka Synthex.

## Version de Pakito
Singles de Pakito
Moving on Stereo
(2006)
Pistes de Living on Video
Start Me
(1) You Wanna Rock
(3)
En 2006, Pakito reprend Living on Video ; le single extrait de l'album éponyme Living on Video rencontre un grand succès se classant numéro un en France, le top 10 en Belgique (Wallonie) et aux Pays-Bas.

### Liste des pistes
CD maxi
1. Living on Video (original radio edit) — 3:20
2. Living on Video (noot's vocal radio edit) — 3:10
3. Living on Video (original mix) — 5:36
4. Living on Video (noot's vocal mix) — 6:34

### Classements et certifications

#### Classement par pays
| Classement (2006)                       | Meilleure position |
| --------------------------------------- | ------------------ |
| Belgique (Flandre Ultratop 50 Singles)  | 2                  |
| Belgique (Wallonie Ultratop 50 Singles) | 3                  |
| Pays-Bas (Nederlandse Top 40)           | 7                  |
| Europe Hot 100                          | 3                  |
| France (SNEP)                           | 1                  |
| Suède (Sverigetopplistan)               | 43                 |

#### Classement de fin d'année
| Hit-parade annuel (2006)          | Position |
| --------------------------------- | -------- |
| Belgique (Wallonie) Singles Chart | 6        |
| Pays-Bas Dutch Top 40             | 8        |
| France Diffusion radio            | 35       |
| France Club 40                    | 1        |
| France diffusion Clip vidéo       | 32       |
| France classement single          | 6        |

#### Certifications
| Pays     | Certification | Date              | Ventes  |
| -------- | ------------- | ----------------- | ------- |
| Belgique | Or            | 23 septembre 2006 | 20,000  |
| France   | Platine       | 30 août 2006      | 300,000 |